# Siphonops paulensis
Siphonops paulensis är en groddjursart som beskrevs av Oskar Boettger 1892. Siphonops paulensis ingår i släktet Siphonops och familjen Caeciliidae. IUCN kategoriserar arten globalt som livskraftig. Inga underarter finns listade i Catalogue of Life.